# Samsung SGH-D500
Samsung SGH-D500 — мобильный телефон в формате слайдер, созданный компанией Samsung. Он был анонсирован в 4 квартале 2004 года как замена популярной модели Samsung E800.

## Особенности
Samsung SGH-D500 оснащен 1,3 мегапиксельной камерой со встроенной светодиодной вспышкой. Телефон продавался в различных цветах, таких как черный, серый/серебристый, серебристый/белый, серебристый/синий, черный/синий и черный/серебристый. Модель D500 получила престижную награду «лучший в мире мобильный телефон» на всемирном конгрессе 3GSM в Каннах, 2005.
SGH-D500 был популярен среди потребителей благодаря большому соотношению размера экрана и лицевой поверхности, плавному нажатию кнопок и скольжению, мощной вспышке и хорошему качеству видео, фото и звука. Фотокамера D500 считалась компактной и имела хороший набор функций для своего времени. Компания Samsung добилась значительного успеха с выпуском D500 и поэтому в последующие годы представила несколько других мобильных телефонов-слайдеров, некоторые из них были довольно успешными, другие — не очень. Этот телефон помог популяризировать концепцию «активного» телефона-слайдера среди всех брендов. На смену SGH-D500 пришла модель Samsung SGH-D600. Существует очень похожий вариант телефона, SGH-D500E.
Из-за того, что операторы мобильной связи поставляют D500 клиентам с фирменным программным обеспечением, этот телефон очень часто «прошивается» владельцами. При этом удаляется или изменяется брендинг на экране, непопулярная боковая панель быстрого доступа и не опциональные звуки (например, звук брендинга при включении/выключении). Новое программное обеспечение может добавить такие функции, как голосовой набор и голосовые команды, а также увеличить объем памяти.
Телефон был популярен и был продан в количестве 12 миллионов штук по всему миру, став первым телефоном Samsung, проданным в количестве более миллиона штук.

## Критика
Модель SGH-D500 подвергалась некоторой критике за отсутствие расширяемой памяти (через слот памяти). Известны проблемы с экраном этого телефона. Разъем экрана может отсоединиться, в результате чего содержимое экрана не отображается («проблема белого экрана»). Экран также может быть поврежден в результате небрежного использования или случайного удара..